# بائو یینگفنگ
بائو یینگفنگ (انگلیسی: Bao Yingfeng؛ زادهٔ ۲۷ سپتامبر ۱۹۸۷)  سوارکار اهل چین است.
وی در مسابقات کشوری و بین‌المللی در مجموع برندهٔ ۱ مدال طلا شده‌است.